# Johann Friedrich Braunstein
Johann Friedrich Braunstein (in russo Иоганн Фридрих Браунштейн?, Iogann Fridrich Braunštejn; Norimberga, XVII secolo – XVIII secolo) fu un architetto tedesco che lavorò a lungo per lo zar Pietro il Grande.
Le sue opere in Russia rappresentano il barocco petrino.

## Biografia
Braunstein era originario di Norimberga e lavorò a Berlino come assistente di Andreas Schlüter.

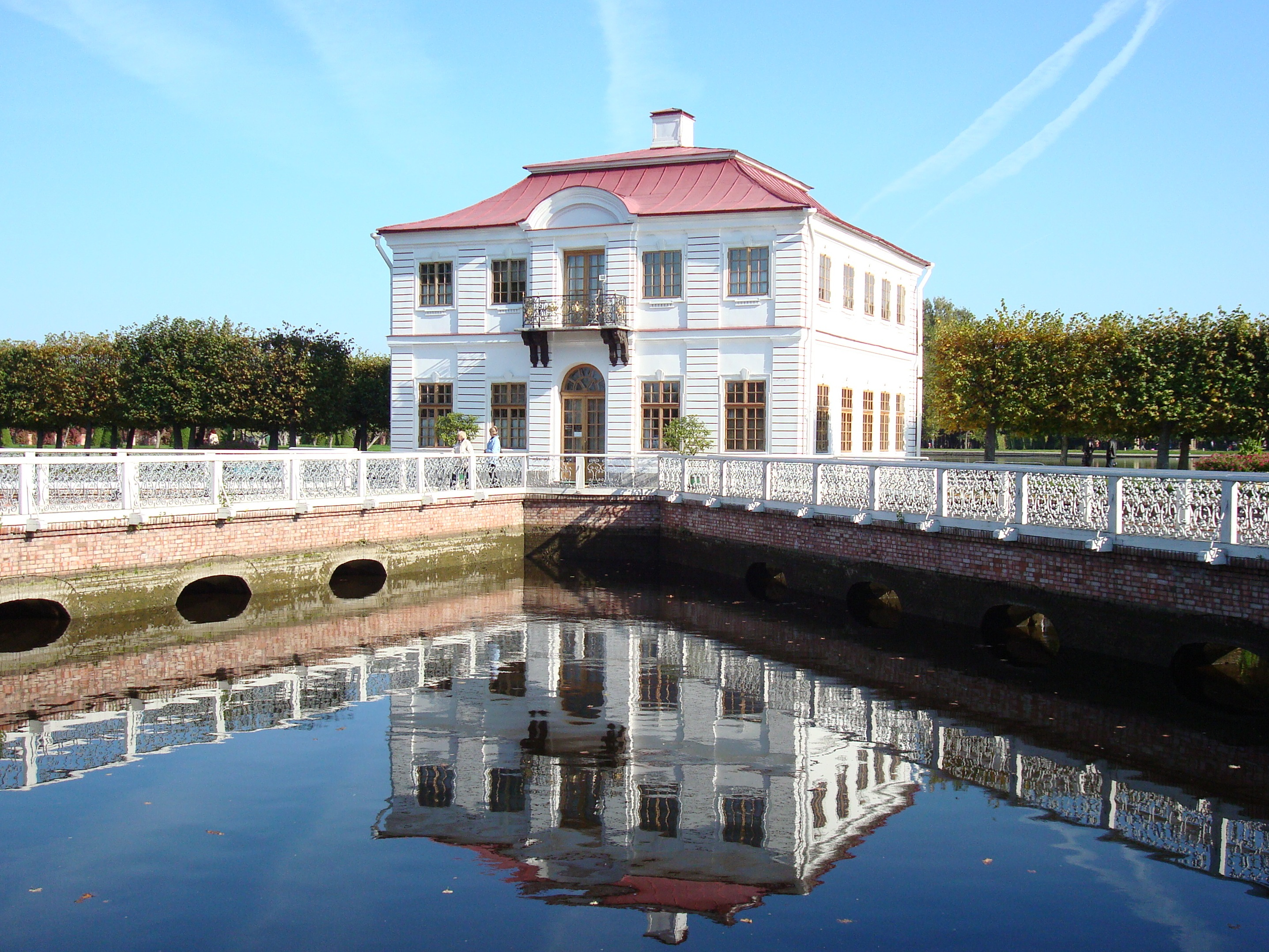
Palazzo Marly, Peterhof

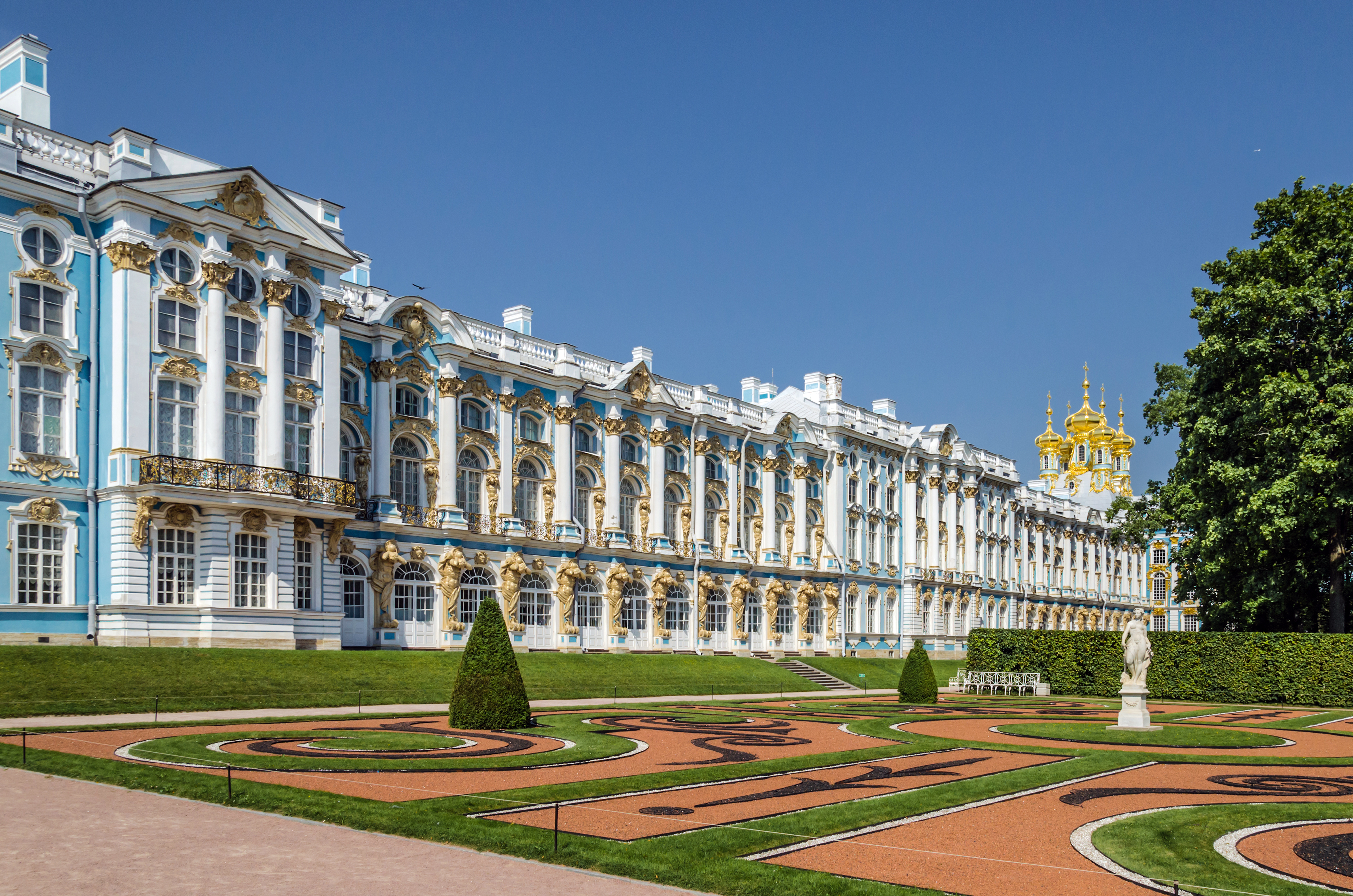
Gran Palazzo di Caterina, Carskoe Selo

Dopo la morte di Federico I di Prussia, Schlüter si trasferì con Braunstein a San Pietroburgo su invito di Pietro I. Colà Braunstein partecipò alla realizzazione dei bassorilievi della facciata del Palazzo d'Estate nel Giardino d'Estate. Dopo la morte di Schlüter, nella primavera del 1714, Braunstein ne prese il posto e divenne il responsabile delle costruzioni a Peterhof. Questo comprendeva la gestione della costruzione di diversi edifici a partire dai quali furono eretti il Gran Palazzo e il padiglione Mon Plaisir (1714-1723). Nel 1716 Jean-Baptiste Alexandre Le Blond divenne il superiore di Braunstein. Un anno dopo Braunstein costruì il primo Palazzo di Caterina, su richiesta di Caterina II, che fu in seguito rimpiazzato dal Gran Palazzo di Caterina. Dopo la morte di Jean-Baptiste, avvenuta nel 1719, Braunstein continuò a lavorare da solo. All'inizio degli anni 1720, egli si mise a disposizione di Nicola Michetti. Nel 1722, Braunstein cercò invano di eliminare Michetti. Costruì la Grande Grotta e le cascate che componevano la Grande Cascata, prima di gestire altri progetti simili, tra cui delle fontane. 
Egli costruì il Palazzo Marly (1720-1723), che commemora il soggiorno di Pietro il Grande al castello di Marly, e il padiglione dell'Ermitage (1721-1724). Realizzò anche La Grande Orangerie (1722-1725), che costruì insieme a Michail Zemcov.
Braunstein ebbe un ruolo importante nella costruzione di Kronštadt. Egli vi costruì il "Palazzo italiano" (1720-1724) per il principe Aleksandr Danilovič Menšikov e lavorò a Oranienbaum al "Gran Palazzo" di Menšikov, a Strel'na e al "Gran Palazzo" di Carskoe Selo.
Dopo la morte di Pietro I nel 1725, Braunstein perse la sua posizione a Peterhof, ma lavorò ancora nell'impresa della costruzione di San Pietroburgo.
Dopo l'ascesa al potere di Pietro II, nel 1727, Braunstein fu liberato dei suoi incarichi (gennaio 1728) e nel febbraio 1728 rientrò in Germania.

## Opere

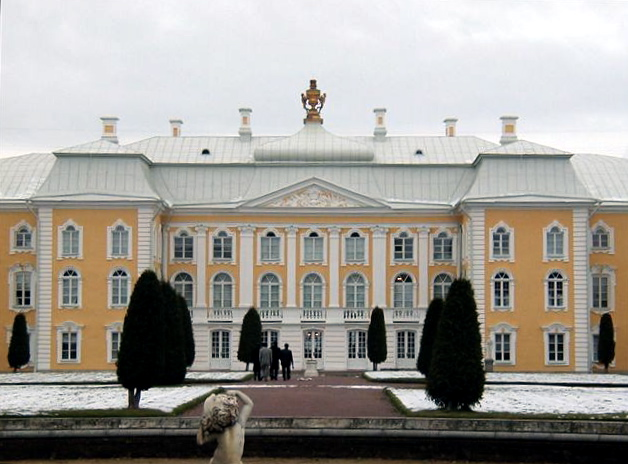
Gran Palazzo, Peterhof
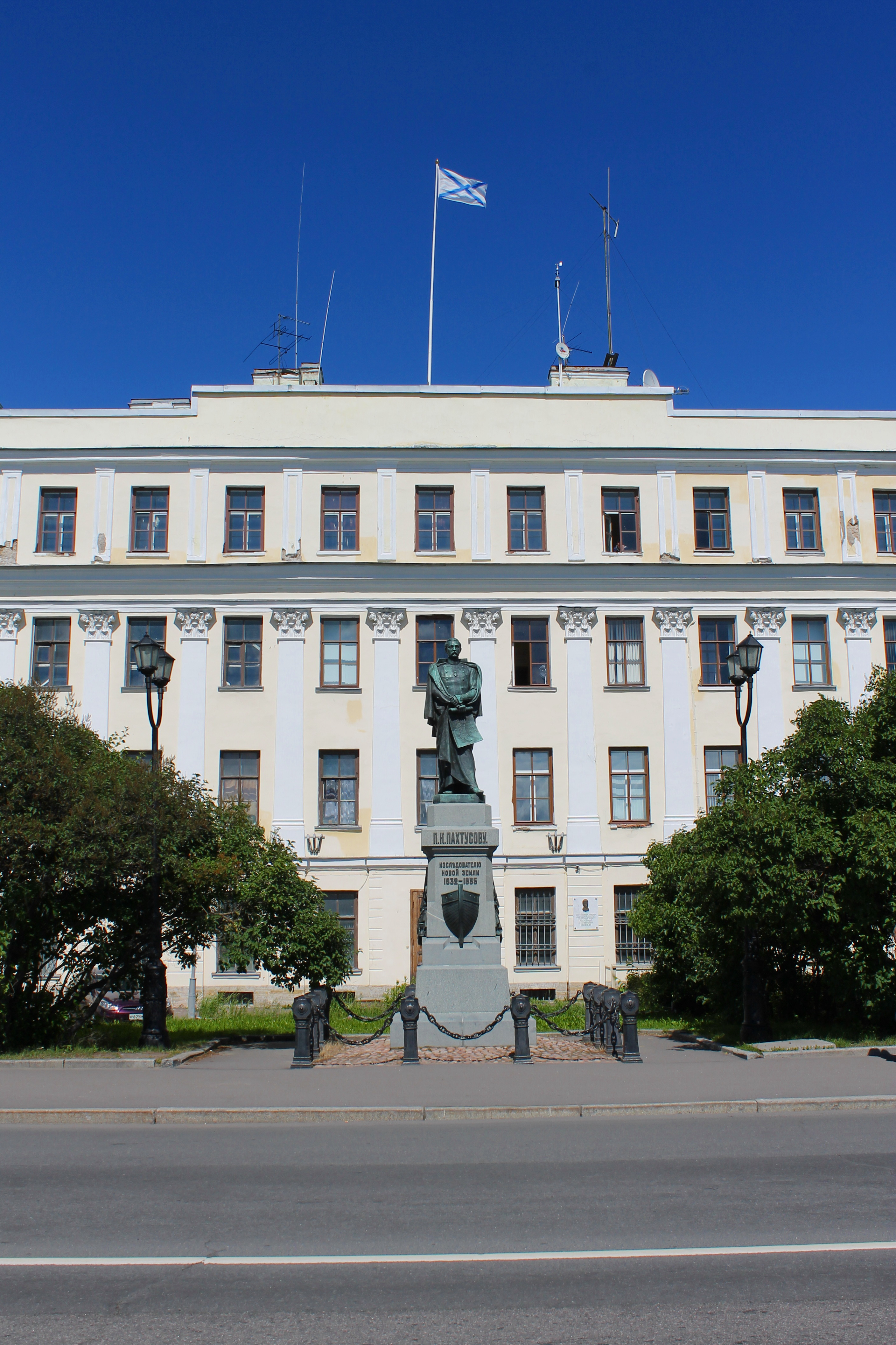
Palazzo italiano, Kronštadt
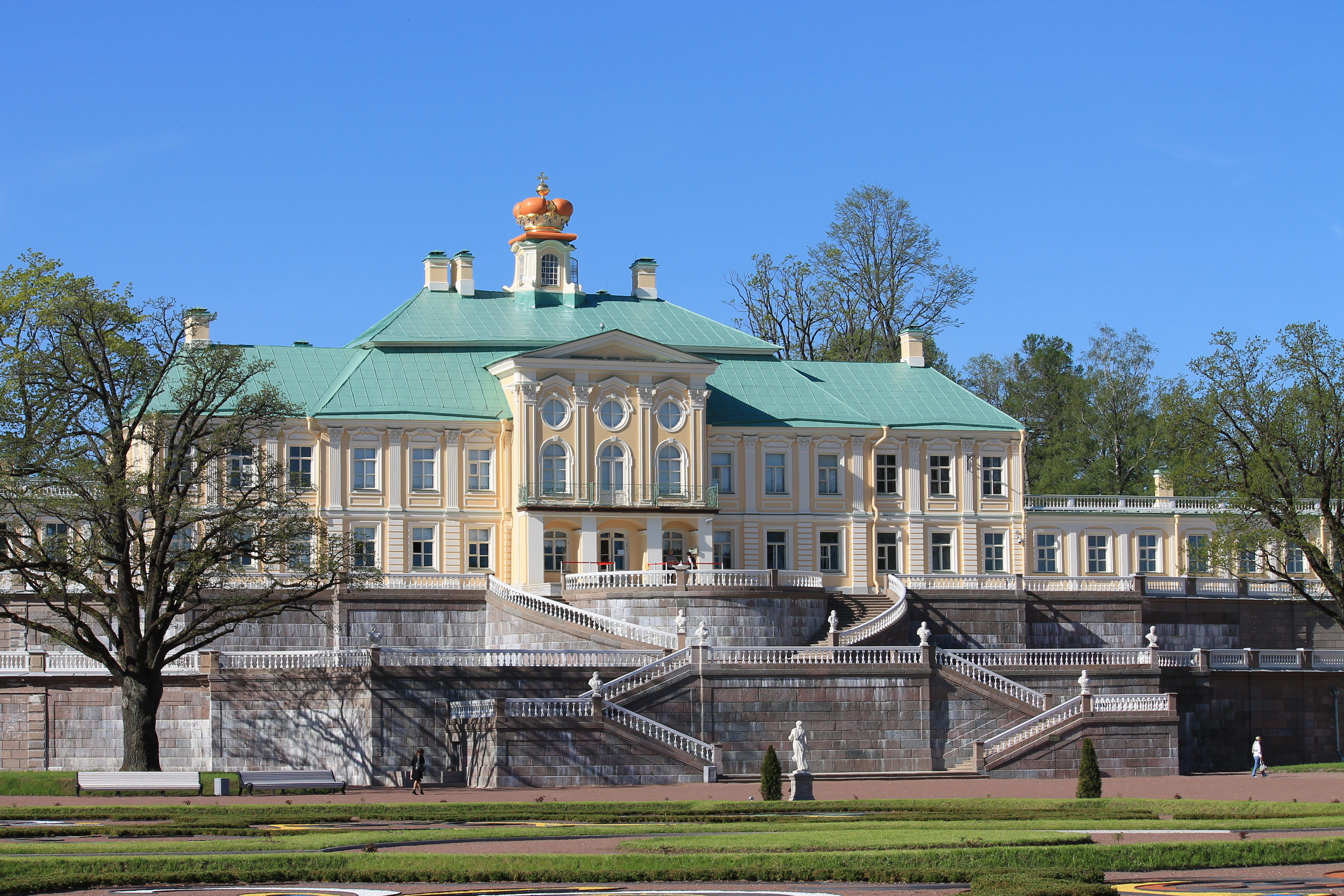
Il "gran palazzo" di Menšikov, Oranienbaum